# Kunszery Gyula
| Kunszery Gyula                            | Kunszery Gyula                            |
| Kattints az alábbi külső linkek egyikére! | Kattints az alábbi külső linkek egyikére! |
| ----------------------------------------- | ----------------------------------------- |
| Nem található szabad kép.(?)              |                                           |
| külső link · jogvédett                    | Kunszery Gyula. Magyar életrajzi lexikon. |

Kunszery Gyula (néhol Kunszeri, szül. Kunczer, Budapest, 1906. június 10. – Budapest, 1973. május 1.) tanár, író, politikus.

## Életrajza
Kunczer Gyula néven született német, illetve magyarországi német eredetű családba. Apja, Kunczer Gyula banktisztviselő német eredetű, míg anyja, Lueff Aranka Fraknóból (Burgenland) származott. Két nővére volt, illetve később egy féltestvére (szintén lány) is született.
Iskoláit Budapesten végezte, a budai Érseki Főgimnáziumban érettségizett, majd a Pázmány Péter Tudományegyetemen magyar nyelv és irodalom-német szakán folytatta tanulmányait. 1926-ban egyéves ösztöndíjat nyert a bécsi Collegicum Hungaricumba. A magyar irodalom, esztétika és nyelvészet tárgyakból 1928-ban bölcsészdoktori címet szerzett, 1929-ben pedig magyar-német szakos középiskolai tanári oklevelet kapott.
Gyakorlatát a Tanárképző Intézet Gyakorló Főgimnáziumában szerezte, majd Sopronban, az állami reáliskolában kapott állást, ahol 1933-ban véglegesítették. Ennek ellenére saját kérésére 1934-ben Budapestre került a Kölcsey Ferenc Reálgimnáziumba. 1937–1938-ban a kőbányai Szent László Gimnáziumban, a következő tanévben pedig az óbudai Árpád Gimnáziumban tanított.
1940-ben az oktatási karriert hátrahagyva újságírónak állt. Első versei még 1926-ban jelentek meg a Magyarság című lapban, ahol aztán egészen 1938-ig rendszeresen publikált. Ekkor az Anschluss hatására erősen jobboldali fordulatot vett lapot sokakhoz hasonlóan elhagyta, egyúttal írásainak témái is megváltoztak; politizálni kezdett. Ezalatt az Új Idők és a Nyugat novellapályázatán is nyert. A frissen alapított Magyar Nemzet „Szellemi Honvédelem” című rovatának rendszeres szerzője lett, ahol hamar országos ismertségre tett szert kemény, szarkasztikus humorú Hitler-ellenes írásaival. Cikkeit sokszor Nyilatlan Keresztes álnéven írta alá. 1936-ban a Színházi Életben megjelent egyik verse miatt egyszer még fegyelmit is kapott akkori munkahelyén. Személyiségére jellemző módon 1942-ben írta meg és adta ki a Magyar írók bűnperei című tanulmányát, amiben a magyar irodalom történetét folyamatos szellemi üldöztetésnek írta le. Az erősen jobboldali lapokban emiatt folyamatosan támadták, néha egészen keményen nekimenve, például a Harc című lapban egyenesen megtorlással fenyegették. Szintén ebben az évben Farkas Ferenccel közösen megírták A bűvös szekrény című meseoperát, aminek szövegét Kunszery, zenéjét pedig Farkas szerezte. A darab külföldön is sikeres lett.
1944-ben, a Magyarország német megszállását követően alakult Sztójay-kormány alatt eltiltották az újságírástól, és visszakényszerítették a Szent László Gimnáziumba tanítani. A nyilas uralom alatt üldözötteket is bújtatott, illetve még ebben az évben megnősült. 1945-ben, a háború után újra a Magyar Nemzet munkatársa lett, egyúttal februártól kezdve újra Óbudán tanított. Áprilisban berendelték a miniszterelnökségre, ahol a politikai államtitkárok sajtóreferense lett.
A Magyar Radikális Párt egyik alapító tagja volt, de politikai megbízatásokat egy kivételével nem vállalt; csak a Budapesti Nemzeti Bizottságban képviselte a pártot. Később az újságírók igazolóbizottságában dolgozott, majd a Vallás- és Közoktatásügyi Minisztériumban működött, „B-listázást” végző bizottságban vállalt szerepet. Eközben az Actio Catholica és az írók és újságírók országos szövetségének is a tagja lett. Szintén még ekkoriban született első gyermeke, Péter, aki azonban még ebben az évben el is hunyt. 1946-ban született második gyermeke, Gábor.
1947-ben otthagyta a Magyar Nemzetet a Szabad Száj című szatirikus lap kedvéért, valamint a Magyar Radikális Pártot is. Helyette részt vett a Független Magyar Demokrata Párt létrehozásában, aminek jelöltjeként a nagy-budapesti listáról országgyűlési mandátumot nyert. A parlamentben aktívan interpellálta az illetékeseket különféle (pl. az iskolai latintanítás eltörlése, a Prohászka-szobor ledöntése stb.) ügyekben. Pár hónappal a parlamenti mandátumának lejárta előtt, 1949 márciusában lemondott a képviselőségéről és kilépett a pártból, valamint visszavonult a közélettől.
Az 1949-es választás után kibontakozó totális kommunista diktatúra államosította a lapokat, ami miatt hírlapkiadóként teljesen ellehetetlenült. Ugyan iskolában kapott állást – előbb a Rozgonyi Piroska Leánygimnáziumban, majd a Dobó Katalin Közgazdasági Gimnáziumban –, de katolikus világnézete miatt csak mint irodista; a tanítástól ugyanis eltiltották. 1952 után Pesterzsébeten járta az iskolákat hasonló munkakörökben, mígnem 1955-ben elbocsájtották. Ekkor az Új Ember című katolikus hetilapnál lett belső munkatárs, ahol szépirodalommal és irodalomtörténettel foglalkozott. Az 1956. november 4-i számban versben üdvözölte a budapesti Sztálin-szobor ledöntőit.
Írásait az 1960-as évekig csak az egyházi sajtó közölte, majd az enyhülés jegyében rendszeresen írt és megjelenhetett a Magyar Hírlap, az Élet és Irodalom és az Élet és Tudomány című lapokban is, miközben folytatta irodalomtörténeti munkásságát. Csak 1965-ben jelenhetett meg újra könyve; ekkor Napot tükröző üvegcserép címmel közölte válogatott verseit. Ehhez Rónay György írt méltatást. 1966-ban nyugdíjazták, 1973-ban hunyt el.

## Főbb művei
- Vegyétek és igyátok (verseskötet, 1932)
- Magamtól Istenig (verseskötet, 1937)
- Fanyar mosoly (verseskötet, 1938)
- Magyar írók bűnperei (1942)
- A bűvös szekrény (vígopera Farkas Ferenccel közösen, 1942)
- Napot tükröző üvegcserép (verseskötet, 1965)